# La Cañada, Apaseo el Alto
La Cañada är en ort i Mexiko.   Den ligger i kommunen Apaseo el Alto och delstaten Guanajuato, i den centrala delen av landet, 190 km nordväst om huvudstaden Mexico City. La Cañada ligger 1 910 meter över havet och antalet invånare är 207.
Terrängen runt La Cañada är kuperad söderut, men norrut är den platt. Runt La Cañada är det ganska tätbefolkat, med 207 invånare per kvadratkilometer. Närmaste större samhälle är Apaseo el Alto, 2,5 km norr om La Cañada. I omgivningarna runt La Cañada växer huvudsakligen savannskog.